# U Milosrdných (Praha)
U Milosrdných je ulice na Starém Městě v Praze nazvaná podle Kláštera milosrdných bratří.

## Poloha
Ulice začíná na západě u Dušní ulice, ve středu jí prochází Kozí ulice a na východě ústí do ulice U obecního dvora. Na rohu s Dušní ulicí stojí Kostel svatého Šimona a Judy, kde se pravidelně konají koncerty Symfonického orchestru hlavního města Prahy.

## Historie a názvy
Názvy ulice od začátku souvisí s církevními stavbami v okolí:
- od 13. do začátku 17. století – názvy „U svatého Kříže“ a „U svaté Anežky“
- od roku 1620 – západní část má název „U Milosrdných“, východní část „Vrabčí“, „Brabčírna“ nebo „Brabčina“
- od roku 1840 – východní část má název „Dolní ulice obecního dvora“
- od roku 1870 – současný název „U Milosrdných“.

## Významné budovy a místa

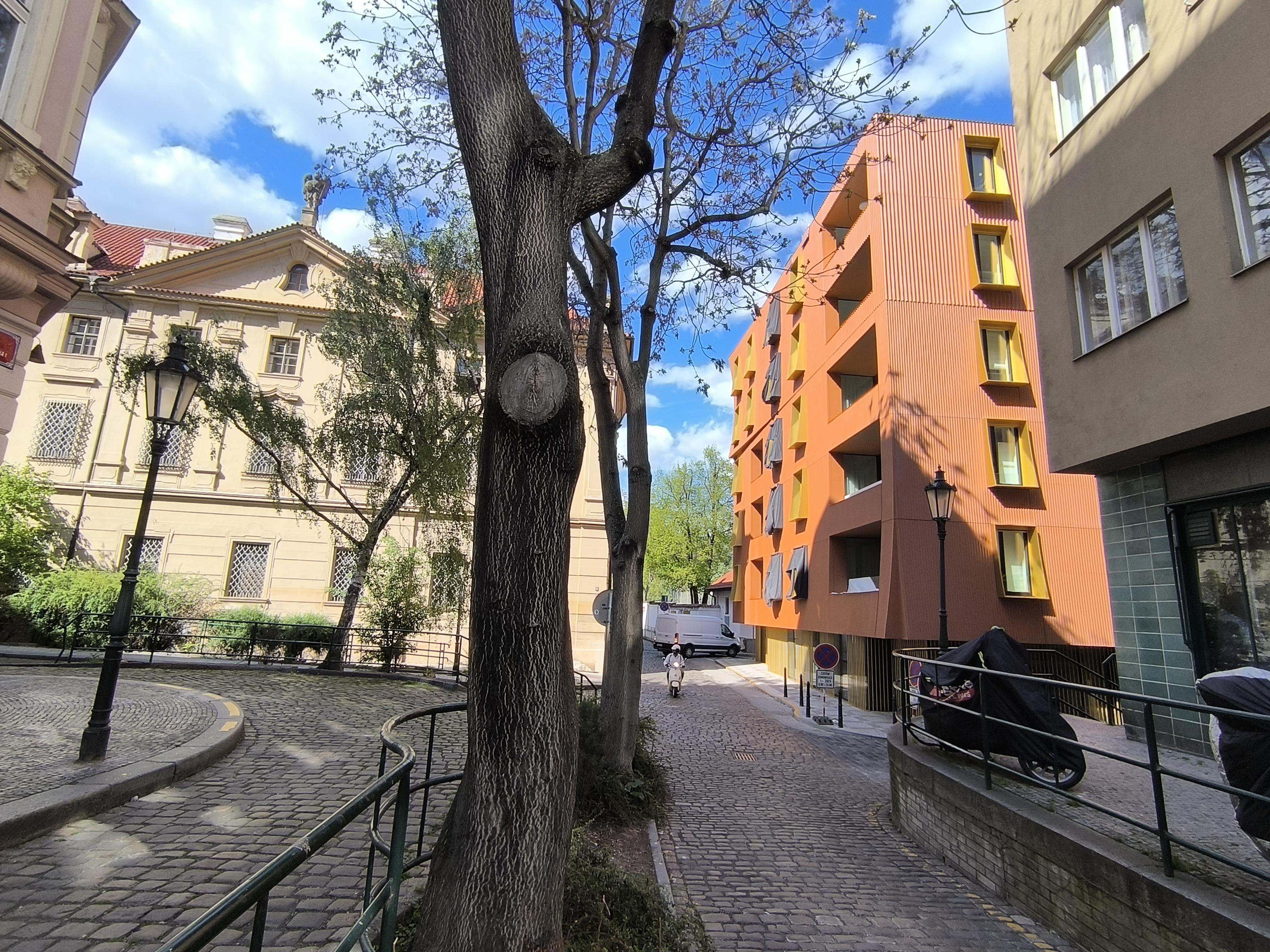
U milosrdných, novostavba na křižovatce s ulicí Kozí

- Klášter milosrdných bratří (Praha) – U Milosrdných 1
- čtyřhvězdičkový hotel Caruso – U Milosrdných 2
- Novostavba U Milosrdných 15
- Anežský klášter (Klášter svaté Anežky České) – U Milosrdných 14 a 17, provozní budova Národní galerie v Praze a restaurace – součást Národní galerie v Praze[3]